# Dipartimento di Cordillera
 
Il dipartimento di Cordillera è il terzo dipartimento del Paraguay. Il capoluogo è la città di Caacupé.

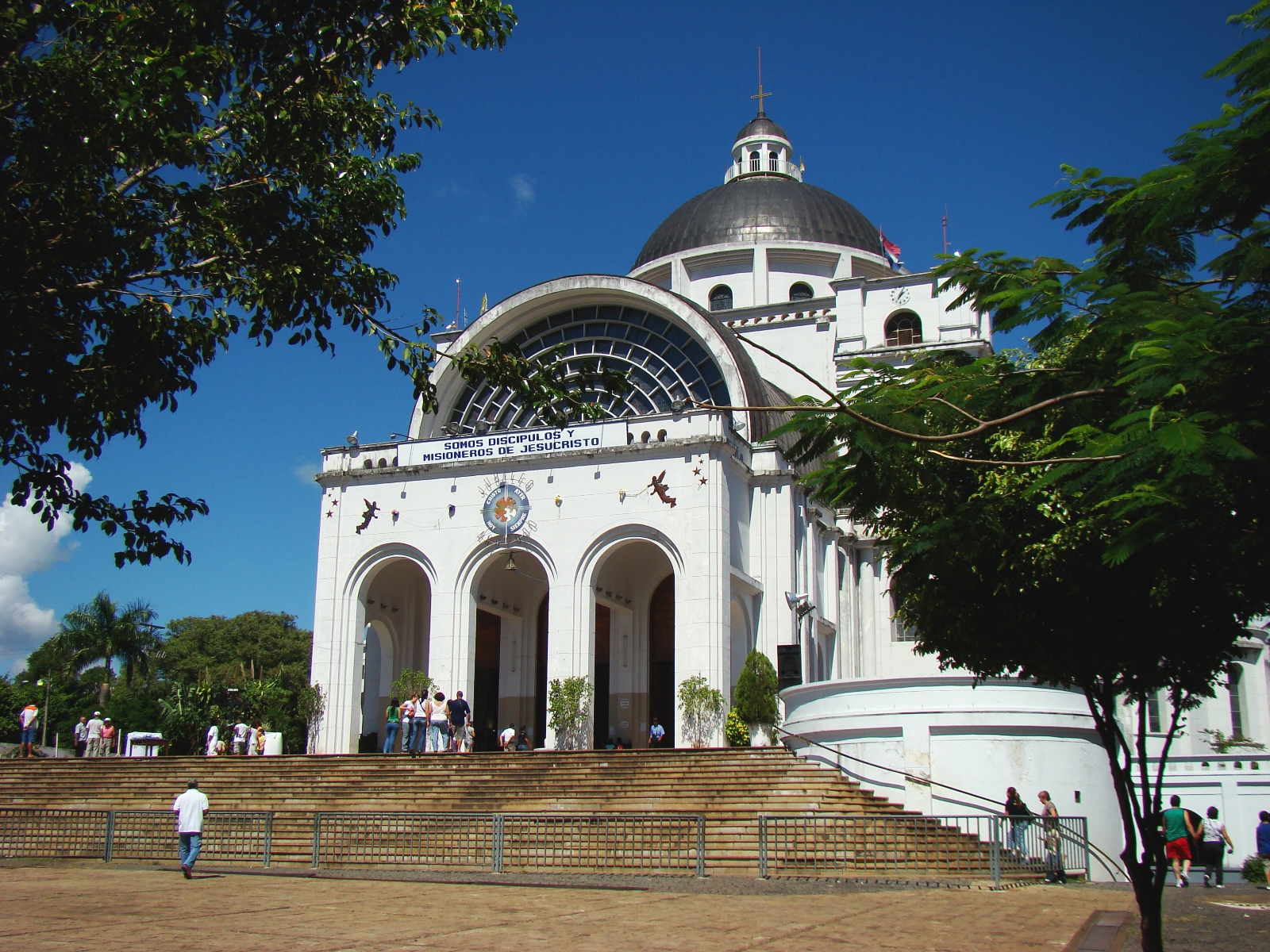
Basilica di Caacupé

## Divisione politica
Il dipartimento è diviso in 20 distretti:
| Distretto                  | km² | Abitanti (2002) |  |
| -------------------------- | --- | --------------- |  |
| Altos                      | 130 | 11.496          |  |
| Arroyos y Esteros          | 537 | 19.001          |  |
| Atyrá                      | 145 | 13.310          |  |
| Caacupé                    | 145 | 42.127          |  |
| Caraguatay                 | 524 | 11.568          |  |
| Emboscada                  | 193 | 12.225          |  |
| Eusebio Ayala              | 274 | 17.968          |  |
| Isla Pucú                  | 99  | 6.643           |  |
| Itacurubí de la Cordillera | 134 | 9.859           |  |
| Juan de Mena               | 968 | 5.486           |  |
| Loma Grande                | 85  | 2.858           |  |
| Mbocayaty del Yhaguy       | 264 | 4.051           |  |
| Nueva Colombia             | 77  | 3.565           |  |
| Piribebuy                  | 209 | 19.594          |  |
| Primero de Marzo           | 82  | 6.019           |  |
| San Bernardino             | 113 | 9.491           |  |
| San José Obrero            | 197 | 4.014           |  |
| Santa Elena                | 112 | 5.703           |  |
| Tobatí                     | 285 | 23.295          |  |
| Valenzuela                 | 173 | 5.581           |  |

## Geografia fisica

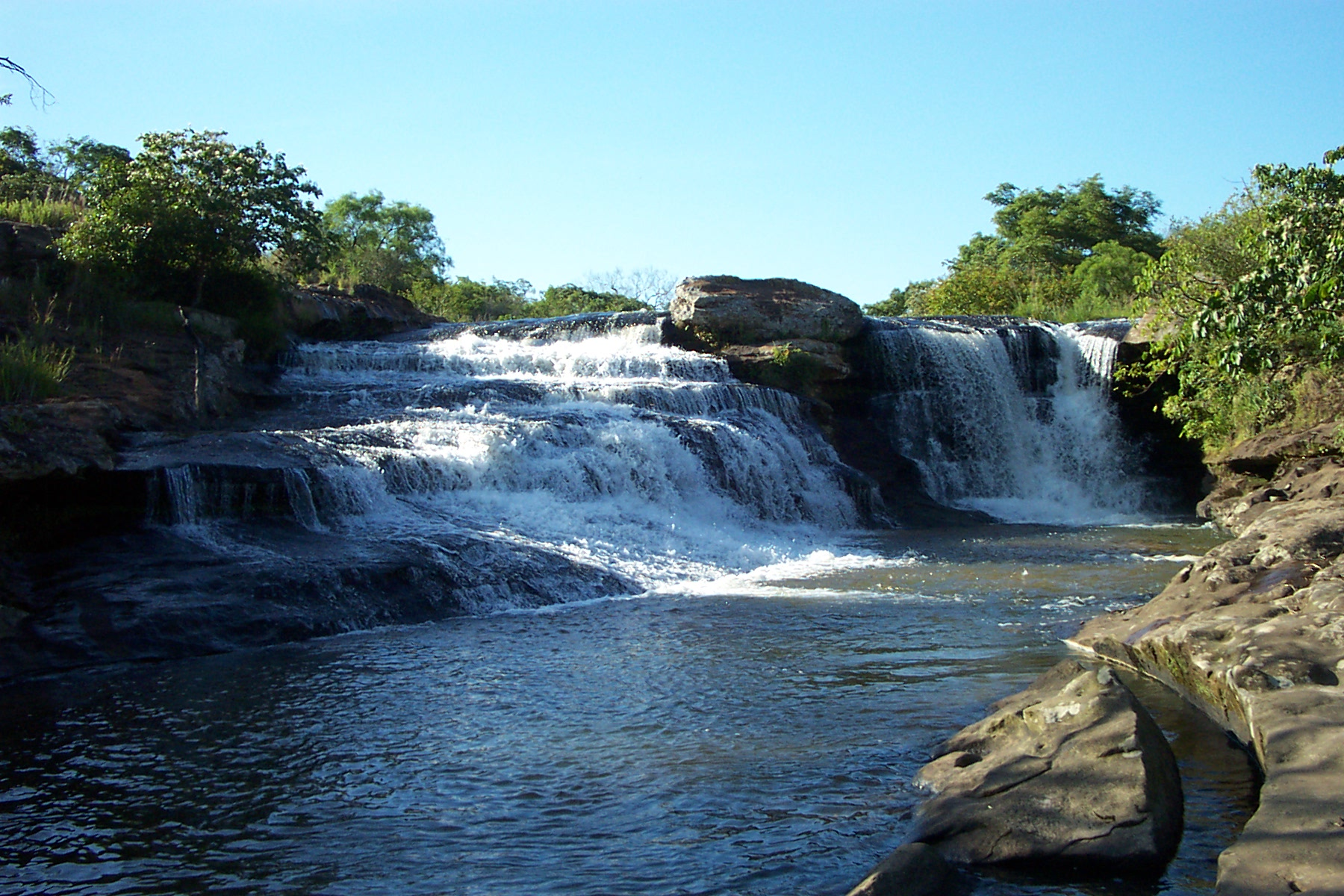
Cascate di Piraretá

Il dipartimento di Cordillera è situato nella parte centrale del paese. Fisicamente il dipartimento è diviso in due zone ben distinte: una pianeggiante a nord-est ed una di orografia più complessa a sud, attraversata dal massiccio montuoso della Cordillera de los Altos, la cui altezza raggiunge i 200 m. Il territorio è attraversato da numerosi affluenti del fiume Paraguay; tra questi i principali sono il Yhaguy, il Piribebuy e il Manduvirá. Nella parte occidentale del dipartimento si trova il lago Ypacaraí, condiviso con il vicino dipartimento Central. Nella zona settentrionale sono numerose le paludi e le zone umide.

## Confini
Il dipartimento confina a sud con il dipartimento di Paraguarí, ad ovest con il dipartimento Central, a nord con il dipartimento di San Pedro e ad est con il Caaguazú.

## Storia
Il territorio dell'attuale dipartimento cominciò ad essere popolato già nel XVI secolo, poco dopo la fondazione di Asunción; le missioni francescane lasciarono in seguito la loro impronta su gran parte delle città della regione.
La Guerra della triplice alleanza vide svolgersi proprio in questo territorio alcune delle sue ultime tragiche battaglie, mentre sul finire del XIX secolo l'arrivo di coloni tedeschi portò la fondazione di nuovi insediamenti, come la città di San Bernardino, sulle sponde del lago Ypacaraí.

## Il dipartimento
Nel 1906 la legge di divisione territoriale della Repubblica creò il dipartimento di Caraguatay, con l'omonima città di Caraguatay come capoluogo. Il decreto n. 9484 del 1945 creò il dipartimento di Cordillera negli attuali confini, che non furono modificati dalla Legge n. 426 del dicembre 1973.

## Economia
Zona fondamentalmente rurale, il dipartimento ha come attività economiche principali l'agricoltura e l'allevamento. Le principali coltivazioni riguardano la produzione di riso, banane, ananas e agrumi; la floricoltura è particolarmente sviluppata nella zona di Caacupé. Nella parte settentrionale del territorio dipartimentale si è sviluppato l'allevamento, soprattutto bovino.
L'industria è presente con piccoli stabilimenti di trasformazione agroalimentare, oltre che con l'estrazione di petitgrain; l'industria dei materiali da costruzione è particolarmente sviluppata a Tobatí. 
Quasi ogni centro può vantare una tradizione artigianale nei settori dell'oreficeria, del cuoio, del legno, della pietra e dell'abbigliamento.

### Turismo

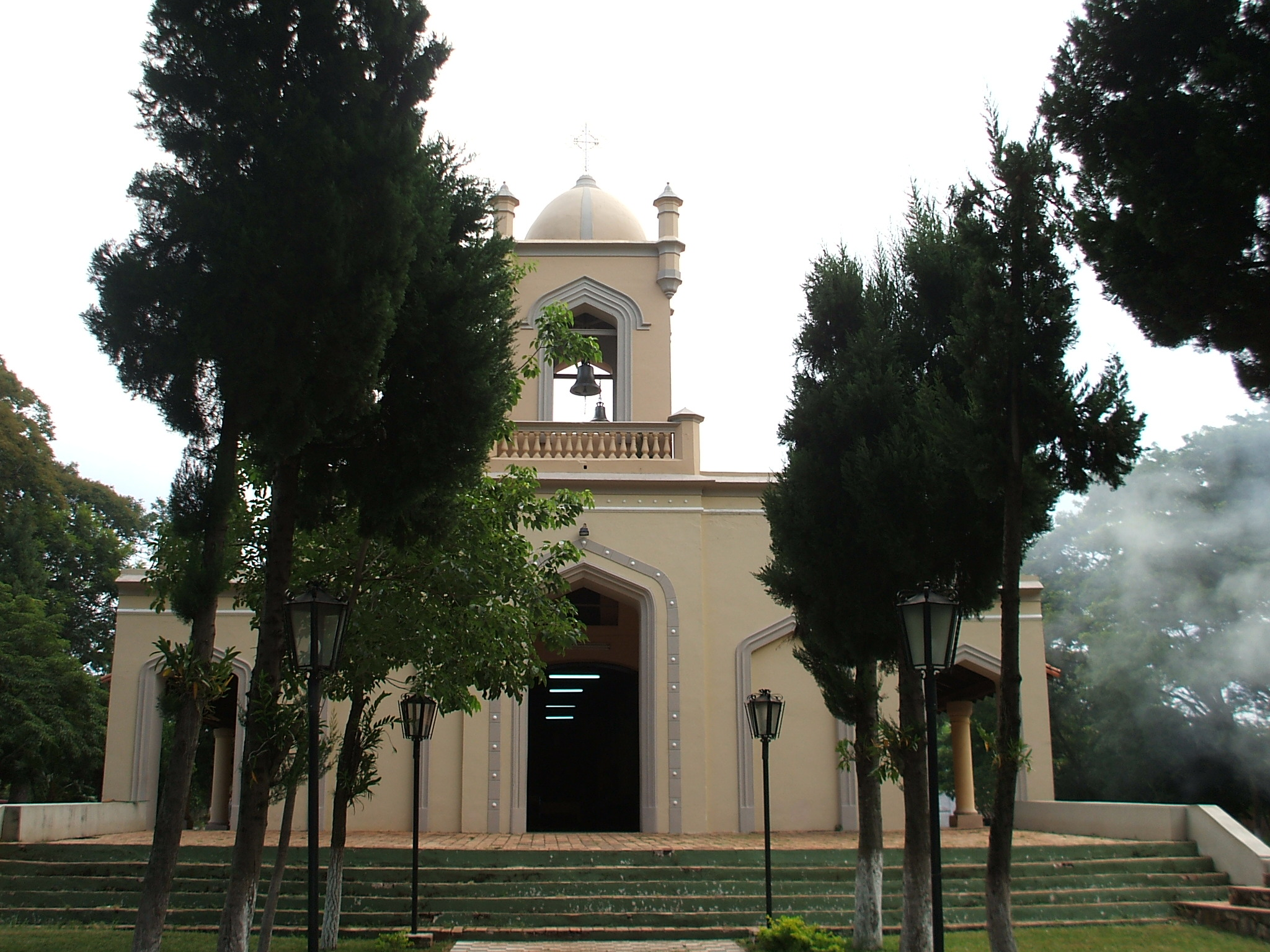
Chiesa di Altos

Il dipartimento di Cordillera possiede un discreto potenziale di sviluppo turistico: oltre ai già affermati poli d'attrazione di San Bernardino, di Caacupé e di Piribebuy esistono diversi luoghi di notevole interesse storico, culturale o religioso, come Altos, Emboscada e Tobatí.

## Vie di comunicazione
La principale via di comunicazione è la Ruta II “Mariscal Estigarribia”, che attraversa il territorio dipartimentale da nord a sud; in essa confluiscono numerose diramazioni, in genere con fondo in pietra, che consentono una discreta comunicazione con la capitale da quasi ogni distretto.